# Tomohyphantes
Tomohyphantes este un gen de păianjeni din familia Linyphiidae.
Cladograma conform Catalogue of Life:
| Tomohyphantes | \| \| Tomohyphantes niger \| \| \| \| \| \| Tomohyphantes opacus \| \| \| \| |
|               | \| \| Tomohyphantes niger \| \| \| \| \| \| Tomohyphantes opacus \| \| \| \| |
|               | Tomohyphantes niger                                                          |
|               |                                                                              |
|               | Tomohyphantes opacus                                                         |
|               |                                                                              |